# Annemarie Schwarzenbach
Annemarie Schwarzenbach (Zurigo, 23 maggio 1908 – Sils im Engadin, 15 novembre 1942) è stata una scrittrice, fotografa e giornalista svizzera.

## Biografia

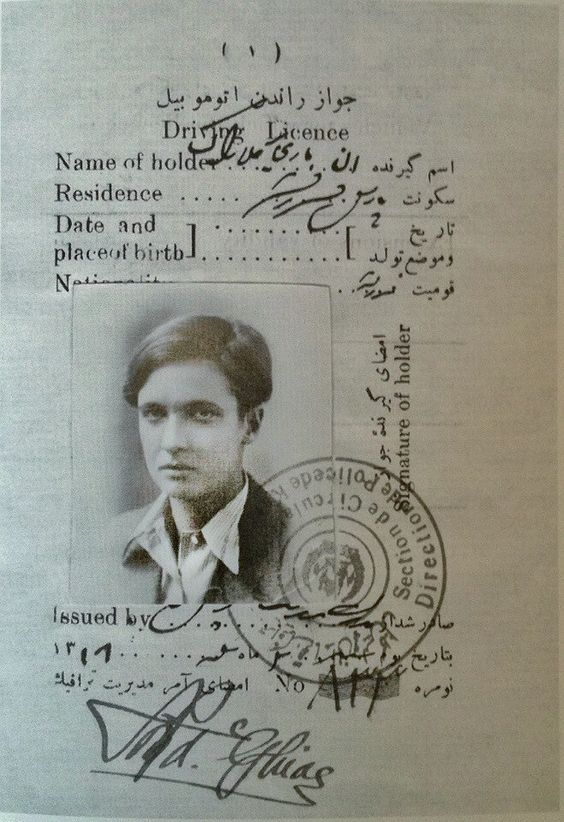
Patente di guida di Schwarzenbach

Fortemente androgina, apertamente lesbica, grande viaggiatrice, dipendente dalla morfina, ribelle e contrastata, la Schwarzenbach è una delle protagoniste della vita culturale bohémien mitteleuropea tra la prima e la seconda guerra mondiale. Nata in una ricca famiglia di industriali svizzeri del settore tessile con forti simpatie naziste, entrò nel circolo di Erika e Klaus Mann, figli di Thomas Mann, ed è proprio grazie al loro incoraggiamento che intraprese la professione di scrittrice. Fu una attivista nella Resistenza contro Hitler fin dal 1933 e sostenne economicamente una rivista letteraria impegnata fondata da Klaus Mann.
Dal 1933 partecipa in Oriente ad alcune campagne di scavi archeologici. Soggiorna per periodi più o meno lunghi in Siria e in Iran. Il 25 maggio 1935 sposa a Teheran Achille Clarac, diplomatico francese, anch'esso omosessuale, per "proteggersi" a vicenda, prese così la cittadinanza elvetica, ma acquisendo un passaporto diplomatico.
Viaggia molto negli Stati Uniti, dove realizza diversi servizi giornalistici e fotografici pubblicati in diversi quotidiani svizzeri. Nel 1939 intraprende, insieme alla ginevrina Ella Maillart, quella che probabilmente resta una delle sue imprese più emozionanti raggiungendo in automobile il continente indiano. Per farlo attraverseranno, tra gli altri stati, l'Iran e l'Afghanistan. Al termine del loro itinerario, che le trova a Kabul proprio mentre in Europa scoppia la seconda guerra mondiale, la Maillart scriverà un libro che in italiano è tradotto col titolo La via crudele. Due donne in viaggio dall'Europa a Kabul (EDT, Torino, 2001) e dove la Schwarzenbach è descritta con lo pseudonimo Christina.
Dopo la sua morte, avvenuta per le conseguenze di un incidente in bicicletta accadutole il 6 settembre 1942, la Schwarzenbach cade nell'oblio fino alla metà degli anni 1980, quando l'editore svizzero Huber inizia a ripubblicare le sue opere. Roger Perret ha curato, per l'editore Lenos di Basilea, la stampa di alcuni testi inediti, lasciati all'Archivio svizzero di letteratura presso la Biblioteca nazionale svizzera a Berna. In questo fondo, oltre ai manoscritti, alla corrispondenza e ai lavori nell'ambito giornalistico sopravvissuti alla distruzione da parte della madre e della nonna, si trovano circa 7.000 fotografie che documentano i diversi viaggi intrapresi da Annemarie Schwarzenbach negli anni 1933-1942.

## Opere (elenco parziale)
- Beiträge zur Geschichte des Oberengadins im Mittelalter und bis zu Beginn der Neuzeit, 1931, Leemann & Co. Zurigo (lavoro di licenza).
- Was nicht im Baedeker steht – Schweiz Ost und Süd, 1932, Piper & Co. Monaco (8 contributi).
- Was nicht im Baedeker steht – Schweiz Nord und West, 1933, Piper & Co. Monaco (10 contributi).
- Freunde um Bernhard, 1932, Amalthea, Zurigo, Lipsia, Vienna (Lenos, Basilea, 1998). Edizione italiana: Gli amici di Bernhard, traduzione di Vittoria Schweizer, L'orma editore, Roma, 2014, ISBN 978-88-980-3841-1
- Lyrische Novelle, 1933, Rowohlt Verlag Berlino (Lenos, Basilea, 1988). Edizione italiana: Sibylle, Casagrande, Bellinzona, 2002.
- Winter in Vorderasien. Tagebuch einer Reise, 1934, Rascher & Cie, Zurigo (Lenos, Basilea, 2002).
- Lorenz Saladin. Ein Leben für die Berge, 1938, Hallwag Verlag, Berna (Lenos, Basilea, 2007).
- Das glückliche Tal, 1940, Morgarten Verlag, Zurigo (Verlag Huber Frauenfeld, 1987). Edizione italiana: La valle felice, Tufani, Ferrara, 1998.
- Bei diesem Regen. Erzählungen, [1934/1935], Lenos, Basilea, 1989. Edizione italiana (parziale): La gabbia dei falconi, BUR, Milano 2007.
- Auf der Schattenseite, Lenos, Basilea, 1990. Edizione italiana: Dalla parte dell'ombra, Il Saggiatore, Milano, 2001.
- Jenseits von New York. Reportagen und Fotografien 1936-1938, Lenos, Basilea, 1992. Edizione italiana: Oltre New York. Reportage e fotografie 1936-1938, Il Saggiatore, MIlano, 2004.
- Tod in Persien, [1935/1936], Lenos, Basilea, 1995. Edizione italiana: Morte in Persia, E/o, Roma, 1998.
- Flucht nach oben, Lenos, Basilea, 1999.
- Alle Wege sind offen. Die Reise nach Afghanistan 1939-1940, Lenos, Basilea, 2000. Edizione italiana: La via per Kabul. Turchia, Persia, Afghanistan 1939-1940, Il Saggiatore, Milano, 2002.
- Georg Trakl. Erstdruck und Kommentar, hrsg. von Walter Fähnders und Andreas Tobler. In Mitteilungen aus dem Brenner-Archiv 23/2004, pp. 47-81
- Pariser Novelle [Erstdruck aus dem Nachlaß, hrsg. von Walter Fähnders. In Jahrbuch zur Kultur und Literatur der Weimarer Republik 8, 2003, pp. 11-35. Edizione italiana: La notte è infinitamente vuota, Il Saggiatore, Milano, 2014.
- Vor Weihnachten [1933, Erstdruck aus dem Nachlass]. In Wolfgang Klein u.a. (Ed.), Dazwischen. Reisen – Metropolen – Avantgarden. Bielefeld, Aisthesis, 2009, pp. 69-79. ISBN 978-3-89528-731-2
- Orientreisen. Reportagen aus der Fremde, Berlin, edition ebersbach, 2010. ISBN 978-3-86915-019-2
- Das Wunder des Baums. Roman. Aus dem Nachlass herausgegeben und mit einem Nachwort von Sofie Decock, Walter Fähnders und Uta Schaffers. Chronos, Zürich 2011, ISBN 978-3-0340-1063-4.
- Afrikanische Schriften. Reportagen – Lyrik – Autobiographisches. Mit dem Erstdruck von «Marc». Hrsg. von Sofie Decock, Walter Fähnders und Uta Schaffers. Chronos, Zürich 2012, ISBN 978-3-0340-1141-9.
- Eine Frau zu sehen, fKein&Aber, Zurigo, 2008. Edizione italiana: Ogni cosa è da lei illuminata, Il Saggiatore, Milano, 2012.
- Frühe Texte von Annemarie Schwarzenbach und ein unbekanntes Foto: Gespräch / Das Märchen von der gefangenen Prinzessin / „mit dem Knaben Michael.“ / Erik. In Gregor Ackermann, Walter Delabar (Hrsg.), Kleiner Mann in Einbahnstrassen. Funde und Auslassungen. Aisthesis, Bielefeld, 2017 (= JUNI. Magazin für Literatur und Kultur. Heft 53/54), ISBN 978-3-8498-1225-6, S. 152-182.
- Die vierzig Säulen der Erinnerung. Mit einem Nachwort von Walter Fähnders. Golden Luft Verlag, Mainz 2022, ISBN 978-3-9822844-0-8.

## Cinema
- Annemarie Schwarzenbach, una Svizzera ribelle di Carole Bonstein (documentario), 2000.
- Die Reise nach Kafiristan, di Fosco e Donatello Dubini (film in parte documentario), 2001.

## Canzoni (dedicate a)
- Amica mia (Annemarie Schwarzenbach) - Pippo Pollina dall'album Insieme (2002)

- Annemarie - Suzanne Vega dall'album "Lover, beloved. Songs from an evening with Carson Mc Cullers" (2016)